# NSTG Deutsch-Brod
Die Nationalsozialistische Turngemeinde Deutsch-Brod war ein Sportverein im deutschen NS-Staat mit Sitz in der tschechischen Stadt Havlíčkův Brod.

## Geschichte
Die Fußball-Mannschaft wurde zur Saison 1944/45 in die Gauliga Böhmen-Mähren eingegliedert, dort wiederum dann in der Gruppe Mähren-Süd-West. Bedingt durch den fortschreitenden Zweiten Weltkrieg fand in dieser Saison jedoch kein Spielbetrieb mehr statt. Nach dem Krieg wurde der Verein dann auch aufgelöst.